# Torneo de Florianópolis
El Torneo de Florianópolis es un torneo de tenis disputado sobre tierra batida, perteneciente a la categoría WTA 125.
Tuvo su edición inaugural en 2013 en la ciudad brasileña de Florianópolis a finales del mes de febrero sobre superficie dura, perteneciente a la categoría WTA International. Tras cuatro ediciones, fue discontinuado.
En 2023, después de seis años de ausencia del tenis, Florianópolis regresó al circuito albergando un torneo WTA 125 bajo el nombre de MundoTenis Open, sobre tierra batida e integrándose a una gira con torneos de igual categoría en Colina, Buenos Aires y Montevideo.

## Campeonas

### Individuales
| Año       | Campeona           | Finalista        | Resultado     |
| --------- | ------------------ | ---------------- | ------------- |
| 2013      | Monica Niculescu   | Olga Puchkova    | 6-2, 4-6, 6-4 |
| 2014      | Klára Zakopalová   | Garbiñe Muguruza | 4-6, 7-5, 6-0 |
| 2015      | Teliana Pereira    | Annika Beck      | 6-4, 4-6, 6-1 |
| 2016      | Irina-Camelia Begu | Tímea Babos      | 2-6, 6-4, 6-3 |
| 2017-2022 | No celebrado       | No celebrado     | No celebrado  |
| 2023      | Ajla Tomljanović   | Martina Capurro  | 6-1, 7-5      |

### Dobles
| Año       | Campeonas                         | Finalistas                                | Resultado           |
| --------- | --------------------------------- | ----------------------------------------- | ------------------- |
| 2013      | Anabel Medina Yaroslava Shvedova  | Anne Keothavong Valeria Savinykh          | 6-0, 6-4            |
| 2014      | Anabel Medina Yaroslava Shvedova  | Francesca Schiavone Silvia Soler Espinosa | 7-6(1), 2-6, [10-3] |
| 2015      | Annika Beck Laura Siegemund       | María Irigoyen Paula Kania                | 6-3, 7-6(1)         |
| 2016      | Lyudmyla Kichenok Nadiia Kichenok | Tímea Babos Réka Luca Jani                | 6-3, 6-1            |
| 2017-2022 | No celebrado                      | No celebrado                              | No celebrado        |
| 2023      | Sara Errani Léolia Jeanjean       | Julia Lohoff Conny Perrin                 | 7-5, 3-6, [10-7]    |

- Datos: Q132294715